# 双蕊鼠尾粟
双蕊鼠尾粟（学名：Sporobolus diandrus）为禾本科鼠尾粟属下的一个种。